# Sprent Dabwido
Sprent Dabwido, właśc. Sprent Jared Brent Arumogo Dabwido (ur. 16 września 1972 w Yaren, zm. 8 maja 2019 w Armidale) – nauruański sztangista i polityk, parlamentarzysta, minister, w latach 2011–2013 prezydent Nauru.

## Życiorys
Urodził się 16 września 1972 w Yaren.
Jest synem Audiego Dabwido. Był żonaty z Luci.

### Kariera sportowa
Reprezentował swój kraj w podnoszeniu ciężarów. W 1995 i 1996 był mistrzem Nauru w najcięższej wówczas kategorii wagowej +108 kg. Również w 1995 roku zdobył srebrny medal Igrzysk Pacyfiku, które odbywały się w Papeete (Polinezja Francuska).
Również tego samego roku, jedyny raz w karierze wystartował na mistrzostwach świata. Uzyskawszy 115 kilogramów w rwaniu oraz 150 kilogramów w podrzucie (265 kilogramów w dwuboju), zajął 27. miejsce, wyprzedzając m.in. swojego rodaka, Kempa Detenamo.

### Kariera polityczna
Po raz pierwszy dostał się do nauruańskiego parlamentu w 2004, reprezentując okręg wyborczy Meneng. Reelekcję uzyskiwał w wyborach z 2007, 2008 oraz kwietnia 2010 i czerwca 2010, a także w elekcji z 2013. Pełnił funkcję ministra transportu i usług telekomunikacyjnych.
Na posiedzeniu parlamentu 15 listopada 2011 ogłosił swoje przejście do opozycji, dzięki czemu uzyskała ona większość parlamentarną. Doprowadziło to do uchwalenia wotum nieufności wobec gabinetu wybranego 6 dni wcześniej prezydenta Fredericka Pitchera (stosunkiem głosów 9 do 8) i wyboru Sprenta Dabwido na urząd nowego szefa państwa. W utworzonym przez siebie gabinecie objął on również funkcje ministra spraw zagranicznych, ministra spraw wewnętrznych, a także ministra odpowiedzialnego za policję i służby ratownicze.
11 czerwca 2012 dokonał zmian w swoim rządzie, powołując w jego skład przedstawicieli opozycji. Kieren Keke przejął od niego kierownictwo ministerstwa spraw zagranicznych, zaś Roland Kun przejął kierownictwo ministerstwa finansów (od Davida Adeanga).

### Choroba i śmierć
W 2018 zdiagnozowano u niego raka gardła. Zmarł na tę chorobę 8 maja 2019 w wieku 46 lat.